# Palmorchis pabstii
Palmorchis pabstii är en orkidéart som beskrevs av Veyret. Palmorchis pabstii ingår i släktet Palmorchis och familjen orkidéer.
Artens utbredningsområde är Franska Guyana. Inga underarter finns listade i Catalogue of Life.